# Podsedice
Obec Podsedice se nachází v okrese Litoměřice v Ústeckém kraji na jihovýchodním úpatí Českého středohoří, zhruba tři kilometry západně od Třebenic a devět kilometrů jihozápadně od Lovosic. Podsedicemi protéká Podsedický potok; po severní straně vesnici míjí silnice I/15, spojující Most a Lovosice. V obci žije 665 obyvatel.

## Historie
První písemná zmínka o vesnici pochází z roku 1280. Podsedická tvrz, která ve vsi stávala na blíže neznámém místě, zanikla snad za časů třicetileté války.

## Obyvatelstvo
| | 1869 | 1880 | 1890 | 1900 | 1910 | 1921 | 1930 | 1950 | 1961 | 1970 | 1980 | 1991 | 2001 | 2011 |
| --- | ---- | ---- | ---- | ---- | ---- | ---- | ---- | ---- | ---- | ---- | ---- | ---- | ---- | ---- |
| Obyvatelé                                                                                              | 473  | 465  | 472  | 513  | 556  | 651  | 704  | 405  | 470  | 465  | 370  | 324  | 354  | 359  |
| Domy                                                                                                   | 90   | 92   | 93   | 98   | 103  | 117  | 153  | 141  | 183  | 127  | 118  | 130  | 142  | 151  |
| Tabulka obsahuje údaje části Doly a data z roku 1961 zahrnují domy z místních částí Obřice a Pnětluky. |      |      |      |      |      |      |      |      |      |      |      |      |      |      |

## Pamětihodnosti
- Sousoší Nejsvětější Trojice
- Brusírna drahých kamenů

## Mineralogická lokalita
U Podsedic již od roku 1954 probíhá průmyslovým způsobem povrchová těžba českých granátů. Vytěžené kameny jsou zpracovávány pro šperkařské účely v Družstvu umělecké výroby Granát v Turnově. Místem rýžování pyropů jsou v Českém středohoří čtvrtohorní fluviální sedimenty. České granáty pocházejí z mateční horniny – z brekcií z lokalit podél jižního okraje Českého středohoří, které vznikly jako diatrémy během vulkanické aktivity v období třetihor (přibližně před 25 milióny let). V oblasti mezi Třebívlicemi a Podsedicemi byly nalezeny i další minerály, např. rubín, titan či olivín. V roce 1869 byl u Třebenic objeven malý diamant a další diamant byl v této oblasti nalezen roku 1927.

## Části obce
- Podsedice
- Děkovka
- Chrášťany
- Obřice
- Pnětluky